# Cílové ze Svojšic
Cílové ze Svojšic byli starý rytířský rod pocházející z vesnice Svojšice u Petrovic u Sušice. Cílové ze Svojšic, později zmiňovaní jako Cílové ze Svojšic a na Dolejším Krušci, byli významní obchodníci v Plzeňském kraji a působili v nižších úřadech či ve službách významnějších šlechtických rodů.

## Historie
Zakladatelem a praotcem šlechtického rodu Cílů ze Svojšic, byl Jan řečený Cíl. První zmínky o Janu Cílovi pochází z roku 1401, kdy se stal patronem místního kostela. Jan Cíl nechal postavit (pravděpodobně mezi léty 1401–1417) pozdně gotickou svojšickou tvrz. Jan Cíl občas bývá zmiňován jako syn Beneše z Čejkovic. Zemřel pravděpodobně roku 1440. 
V roce 1450 byl připomínán Jan II. ze Svojšic, patrně potomek Jana Cíla.  Roku 1468 byl Jan jmenován mezi odpovědníky Jana II. z Rožmberka.
Kromě Jana II. působil ve 2. polovině 15. století ve Svojšicích Chval Cíl († 1491), pravděpodobně druhý syn Jana I. Cíla ze Svojšic, o němž víme, že byl pochován ve svojšickém kostele. Chval Cíl po sobě zanechal nezletilé syny Jana a Petra († 1554), jichž se jako poručníci ujali Otík ze Stropčič a Vintíř z Vlčkovic. Oba bratři se jim poručili se všemi svými dědinami, nábytky a svrchníky.
Petr Cíl se stal významnou osobností svého rodu. Roku 1520 nechal těžit na svých statcích drahé kovy, připomínán je roku 1529, 1539 a roku 1543, kdy vlastnil kromě tvrze Svojšice s příslušenstvím také vsi Odolenov, Jiřičnou, Novou Vísku, Krušec, celé Trpěšice, Čímicích, v Trsicích, Zámyšli a Čeleticích a podací právo ve Svojšicích.
Roku 1545 navíc přikoupil od Jindřicha z Rýzmberka ves Staňkovy  (dnes Dolní a Horní Staňkov) a díl Čepic. Zemřel roku 1554 a je pochován ve svojšickém kostele, kde se nachází náhrobník s reliéfem cílovského znaku.
Dne 23. prosince 1555 se Petrovi potomci Jan III., Beneš a v té době ještě nezletilý Václav rozdělili o otcův majetek.
Jan III. Cíl dostal statek, později zvaný Jiřičenský, do nějž spadaly vsi Jiřičná, Trsice, Novou Vísku, Čeletice a Odolenov. 
Beneš Cíl nabyl statek později zvaný Krušecký, do nějž patřili Dolejší Krušec, Javoříčko, Čimice, Trpěšice, Myslívo Zadní a Novou Vísku.
Václav Cíl získal tvrz Svojšice, dvůr a ves Svojšice a ves Čeletice. (O podílu dcery Voršily nejsou zprávy.) Statku se však Václav mohl chopit až po dovršení dospělosti. V téže době se oženil s Kateřinu Lehomskou z Malevic a zanedlouho spolu měli syna Jiříka Vácslava († 1596). Kromě něho žili na Svojšicích Václavovi synové z druhého manželství s Žofií z Příchovic. Petr Kryštof († 1613), Jan Jindřich a nezletilí Jan Rohovec a Vilém Tomáš. Vilém Tomáš později držel Podolí, Jan Jindřich Podmokly, kde vlastnil roku 1603 šest poddaných. Ostatní zůstali na Svojšicích (Petr Kryštof a Jan Rohovec).
29. června 1599 koupil Václav poplužní dvůr v Lehomě. A roku 1603 vlastnil Václav ve Svojšicích patnáct poddaných.
Větší část Svojšic (26 poddaných) náležela v téže době Janu Jindřichu Běšínovi z Běšin.

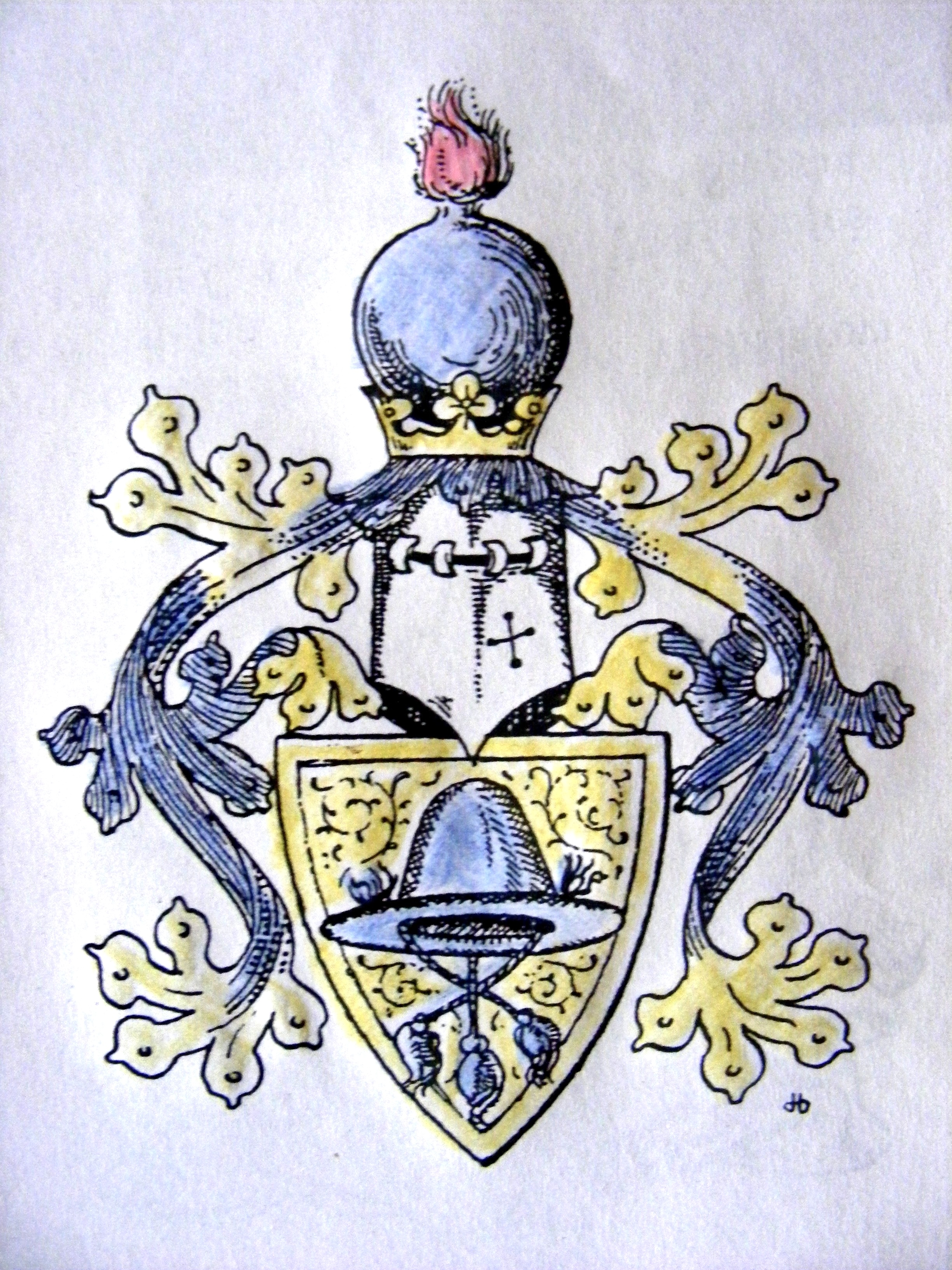
Cílové ze Svojšic a na Dolejším Krušci

Po smrti Václava 1609 byl Svojšický statek rozdělen na dva díly. - Kromě toho zde byl ještě jeden díl Svojšic, který Václavovi v době jeho smrti pravděpodobně nepatřil. Neboť roku 1615 seděli na Svojšicích synové Jiříka Vácslava Zikmund Vojtěch a Petr Cíl ze Svojšic a Jan Jindřich Běšín z Běšin z nichž každý držel ve vsi držel pět poddaných.
První díl Svojšické tvrze měl Zikmund Vojtěch, (který byl ženat s Eliškou z Janovic), a to až do roku 1647, kdy jej prodal svému zeti (manželu Elišky Kateřiny ze Svojšic) Adamu Bartoloměji Kocovi z Dobrše a na Kunraticích. Ten držel díl Svojšic čtyřicet let. Dne 10. listopadu 1684 ho postoupil svému zeti Ladislavu Zikmundovi Běšínovi z Běšin.
Druhý díl tvrze Svojšice patřil rodu Cílovskému. Ještě roku 1700 seděli na Svojšcích Petr († 1708) Zikmund Albrecht, Jindřich Karel a Bedřich. Jeden ze synů Jiříka Vácslava, rytíř Jan Jindřich Cíl ze Svojšic, roku 1619 skoupil Petrovy díly Svojšické tvrze, které připadly po Petrově smrti bratřím Zikmundovi Vojtěchovi a Bedřichovi Karlu Cílovi, a tak získal tvrz s dvorem, pivovarem a polovicí vsi Svojšic. Potomci této větve šlechtického rodu Cílů v současnosti žijí v oblasti Plzně a Klatov.
Za zmínku ještě stojí Lidmila Františka z Kocova, vdova po Ladislavovi z Běšin, která obnovila na základě poslední vůle manžela roku 1713 faru ve Svojšicích.

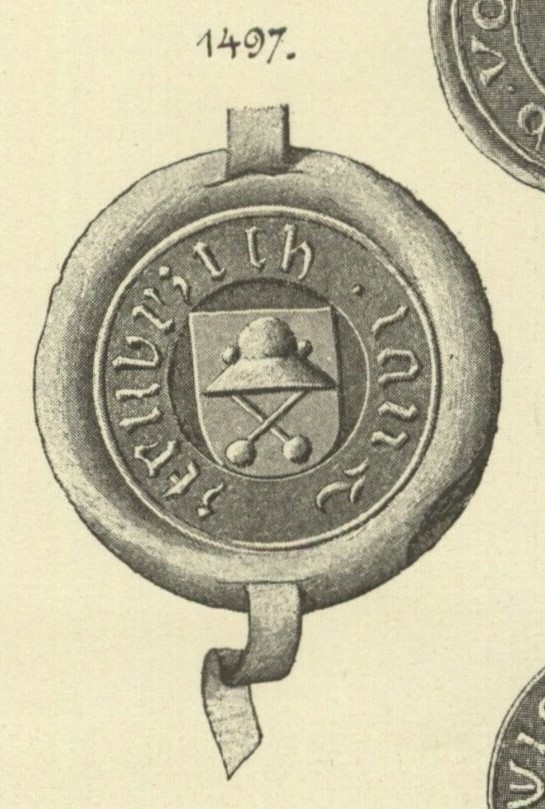
Pečeť s panským kloboukem a střapci

## Erb
Erb Cílů ze Svojšic tvoří zlatý štít, na němž se vyjímá modrý panský klobouk se střapci, s modrými a zlatými přikrývadly. Jako klenot je použit zápalný granát.
Zajímavostí na erbu Cílů ze Svojšic je, že se výška klobouku v erbu Cílů se měnila podle velikosti jejich majetku. Nejvíce majetek Cílů rozšířil Petr Cíl za jehož vlády čítal majetek Cílů kromě svojšické tvrze a Dolejšího Krušce také 18 vesnic.
Pečeť rodu Cílů vyobrazuje panský klobouk se střapci.

## Stavovské povstání
Pobělohorské konfiskace se majitelů svojšického panství příliš nedotkly. Jan Jindřich byl roku 1629 pokutován a Zikmund Vojtěch byl uznán roku 1623 nevinným. Mnohem hůře dopadl Heřman Cíl ze Svojšic a na Dolejším Krušci, který ačkoliv se stavovského povstání v letech 1618–1620 sám neúčastnil, doplatil na něj tak, že byla tvrz roku 1620 obsazena císařským vojskem a nejspíš i vypálena. Zkonfiskované panství pak bylo i přes Heřmanovy námitky roku 1623 prodáno Johaně Malovcové z Bukovan.

## Příbuzní
Příbuzní rodu Cílů ze Svojšic jsou: Cílové na Dolejším Krušci, Běšinové z Běšin, Janovských z Janovic a Klenové, Klenovští z Klenové, z Hořovic, Záborských z Brloha, Záborský z Prostého, z Příchovic, Želinský ze Sebuzína, z Pakoměřic, ze Sudoměřic, z Hradiště, z Barnšteina, z Tanfeldu, z Kokořova, z Hazenburku, z Malevic, z Čejkovic.